# 1616 год в науке
В 1616 году произошли различные научные и технологические события, некоторые из которых представлены ниже.

## События
- Чёрный год для астрономов-коперниканцев: 24 февраля одиннадцать квалификаторов (экспертов инквизиции) официально определили гелиоцентризм как опасную ересь, а книга Коперника «О вращении небесных сфер» была занесена в «Индекс запрещённых книг». Галилей был вызван к кардиналу Беллармино и предупреждён, что впредь всякая поддержка «коперниканской ереси» должна быть прекращена[1].
- Роберт Байлот и Уильям Баффин в поисках Северо-Западного прохода провели исследование «Моря Баффина»[2]. Они при этом открыли Пролив Смита и Ланкастер[3].

## Родились
См. также: Категория:Родившиеся в 1616 году
- 22 ноября — Джон Валлис, английский математик, один из предшественников математического анализа, автор символа бесконечности (умер в 1703 году).
- 23 ноября — Джон Керси, английский математик, придумавший символ параллельности (умер в 1677 году).

## Скончались
См. также: Категория:Умершие в 1616 году
- 19 марта — Йоханнес Фабрициус, немецкий астроном, один из первооткрывателей солнечных пятен (род. в 1587 году).